# Josef Kaltenbrunner
Josef Kaltenbrunner (ur. 22 stycznia 1888, zm. 1951) – austriacki piłkarz występujący na pozycji bramkarza, olimpijczyk ze Sztokholmu 1912.

## Kariera
Przez cały okres kariery klubowej był związany z drużyną Rapidu Wiedeń. W latach 1907–1910 był zawodnikiem młodzieżowej drużyny klubu. Od 1910 do 1922 roku występował w pierwszej drużynie. Wystąpił 11 razy w reprezentacji Austrii. W 1912 był członkiem drużyny która wystąpiła na Letnich Igrzyskach Olimpijskich w Sztokholmie.